# Chalo-Saint-Mars
Chalo-Saint-Mars – miejscowość i gmina we Francji, w regionie Île-de-France, w departamencie Essonne.
Według danych na rok 1990 gminę zamieszkiwało 1036 osób, a gęstość zaludnienia wynosiła 36 osób/km² (wśród 1287 gmin regionu Île-de-France Chalo-Saint-Mars plasuje się na 626. miejscu pod względem liczby ludności, natomiast pod względem powierzchni na miejscu 24.).